# آرامگاه ژائو
مقبره ژائو یا ژائولینگ مقبره اولین امپراتور دودمان چینگ، امپراتور هونگ تایجی، و ملکه شیائودوان‌ون است.
این مقبره در پارک بیلینگ، در منطقه هوانگگو در شمال شهر شنیانگ، لیائونینگ، واقع شده است و یکی از جاذبه‌های محبوب گردشگری منطقه است. ساخت مجموعه مقبره هشت سال طول کشید (بین ۱۶۴۳ و ۱۶۵۱) و یک ردیف از مجسمه‌های حیوانات به سوی آن هدایت می‌شود. مقبره و پارک اطراف آن مساحتی بالغ بر ۳٬۳۰۰٬۰۰۰ متر مربع را پوشش می‌دهد که بزرگ‌ترین مقبره از سه مقبره سلطنتی شمال دیوار بزرگ چین است. منطقه اطراف مقبره در ابتدا برای استفاده سلطنتی اختصاص داده شده بود و ورود مردم عادی به آن ممنوع بود. این منطقه ممنوعه در سال ۱۹۲۸ برای عموم باز شد و اکنون تشکیل دهنده پارک بیلینگ شنیانگ است (چینی ساده‌شده: 北陵公园; چینی سنتی: 北陵公園; پین‌یین: Běilíng Gōngyuán).

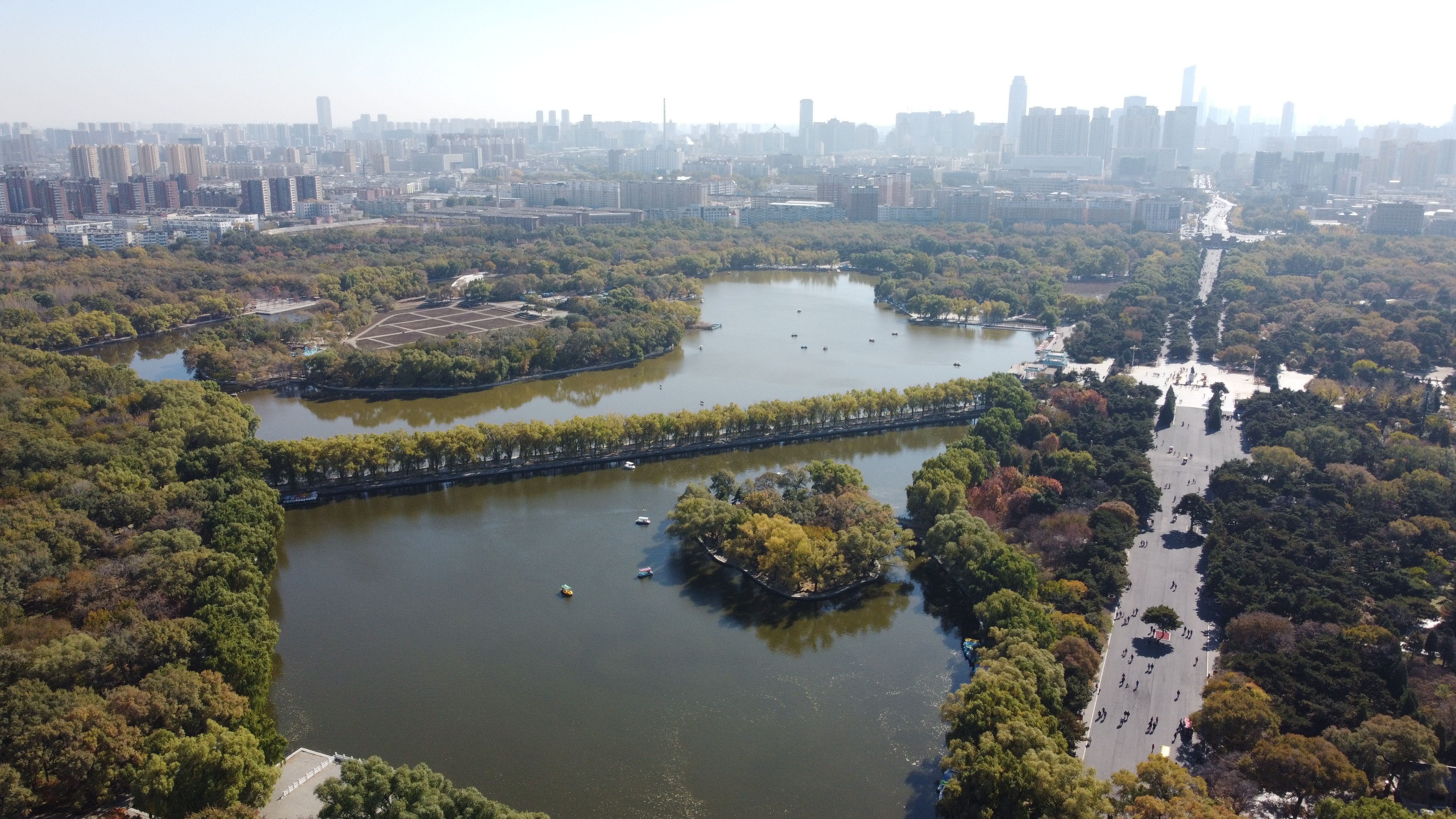
دریاچه‌ای در داخل پارک بیلینگ برای استراحت و نمایی از افق شنیانگ

پارک بیلینگ دارای مساحتی بالغ بر ۳۳۰ هکتار (۸۲۰ هکتار) است و بسیاری از بناهای تاریخی، درختان کاج و دریاچه‌ها را در خود جای داده است. در سال ۱۹۲۷، دولت لیائونینگ (که بعدها به استان لیائونینگ تغییر نام یافت) پارک را تأسیس کرد که شامل مقبره ژائولینگ و منطقه اطراف آن می‌شود. غرب مقبره باغ‌های گل و شرق آن چندین دریاچه قرار دارد. در داخل پارک همچنین یک باغ کودکان وجود دارد.

## توضیحات
این سایت بر روی یک محور شمالی-جنوبی که غرب محور شمالی قدیمی شهر شنیانگ قرار دارد، تراز شده است. این محور، راه روح (Sacred Way) حدود ۱٫۲ کیلومتر طول دارد و از دروازه پارک به ساختمان‌های مقبره می‌رود. این راه خود به سه مسیر تقسیم شده است. مسیر مرکزی برای خدایان یا حاملان هدایا بوده است. مسیر چپ (غربی) راه روح برای امپراتور حاکم و مسیر راست (شرقی) برای مقامات و کارکنان سلطنتی بوده است. در میانه راه سلطنتی، مجسمه‌ای از امپراتور هونگ تایجی با وضعیتی قوی و لباس نظامی قرار دارد. در هر دو طرف این راه، زمین‌های پارک وسیعی از جنگل و دریاچه‌ها قرار دارد. در انتهای شمالی راه سلطنتی، مسیر از روی پلی عبور می‌کند که دریاچه‌ای را می‌پوشاند و پس از آن مجموعه‌ای از دروازه‌ها قرار دارد که ورودی به منطقه داخلی مقبره را نشان می‌دهند.
اولین دروازه از مرمر ساخته شده و دارای حکاکی‌های تزئینی است. برای جلوگیری از سقوط این دروازه، از پشتیبانی‌های فولادی سنگین در جلو و پشت آن استفاده شده است. دروازه دوم شما را از دیوارهایی که مقبره را احاطه کرده‌اند عبور می‌دهد. راه سلطنتی همچنان از زمین‌های جنگلی ادامه می‌یابد. یک جفت ستون سنگی آغاز ساختارهای داخلی مقبره را علامت‌گذاری می‌کند. در هر دو طرف مسیر، چهار جفت حیوان سنگی قرار دارد. این‌ها دو xiezhi (حیوانات اسطوره‌ای که می‌توانستند خوبی و بدی را تشخیص دهند و در اینجا نمایانگر عدالت امپراتور هستند)، دو کیلین (آفریده افسانه‌ای) (نمایانگر صلح و مهربانی)، دو اسب سفید و در نهایت دو شتر هستند. فراتر از این نگهبانان، راه با یک ساختمان کوچک که در آن یک سنگ یادبود بزرگ قرار دارد، مسدود شده است. این سنگ یادبود داستان‌هایی از اعمال امپراتور مرده را بیان می‌کند و بر روی یک مجسمه بزرگ از یک لاک‌پشت قرار دارد. بعد از آن، در هر دو طرف راه چهار ساختمان قرار دارد. این‌ها توسط امپراتور و کارکنانش برای آماده شدن و فراهم کردن هدایا قبل از مراسم تجلیل از امپراتور پیشین استفاده می‌شد.